# Irwin Stone
Irwin Stone (* 1907; † 1984 in den Vereinigten Staaten) war ein US-amerikanischer Chemiker und Autor, der Linus Pauling dazu brachte, sich näher mit Vitamin C zu beschäftigen.

## Leben
Stone wurde 1907 geboren und besuchte öffentliche Schulen und das College der Stadt New York. Von 1924 bis 1934 arbeitete in den Pease Laboratories, einem damals bekannten biologischen und chemischen Beratungslabor, zunächst als Assistent des Bakteriologen, dann als Assistent des leitenden Chemikers, bis er selbst in diese Stellung aufstieg.
1934 wurde ihm die Möglichkeit geboten, ein Labor für Enzym- und Fermentationsforschung für die Firma Wallerstein, einen großen Hersteller von industriellen Enzymen, aufzubauen und zu leiten.
Er setzte hierbei Ascorbinsäure ein, um Lebensmittel gegen die unerwünschten negativen Einflüsse durch Oxidation zu stabilisieren.
1935 reichte er für eine industrielle Anwendung von Ascorbinsäure drei Patentanmeldungen ein, und die Patente wurden 1939 und 1940 erteilt.

## Vitamin-C-Forschung
In den späten fünfziger Jahren war Stones Forschung zur Genetik von Skorbut so weit fortgeschritten, dass er öffentlich sagte, dass Skorbut keine diätetische Störung sei, sondern ein potenziell tödliches Problem der medizinischen Genetik. Ascorbinsäure verhielt sich seiner Auffassung nach somit nicht wie Vitamin C, sondern war ein stressabhängiger Lebermetabolit, der endogen in großen täglichen Mengen in der Leber der meisten Säugetiere, nicht aber beim Menschen, gebildet wurde. Zwischen 1965 und 1967 verfasste er vier wissenschaftliche Artikel, in denen er einen in 100 % der Bevölkerung vorhandenen menschlichen Geburtsfehler aufgrund eines defekten Gens im menschlichen Genpool, der möglicherweise tödlichen genetischen Leberenzymerkrankung, die er als „Hypoascorbämie“ nannte, als Ursache von Skorbut beschrieb.
Im April 1966 traf Irwin Stone mit Linus Pauling zusammen und sprach mit ihm über seine Theorien bezüglich Ascorbinsäure. Pauling beschreibt dieses Treffen mit Stone als Ausgangspunkt für sein eigenes Interesse an Vitamin C.

## Verkehrsunfall
Stone erlitt im Jahr 1962 einen Verkehrsunfall, bei dem sowohl er, als auch seine Frau schwer verletzt wurden. Dies nahm er zum Anlass, die Effekte von Vitamin C auf die Wundheilung im Selbstversuch zu untersuchen.
Er selbst beschrieb die Begebenheiten in einem Brief folgendermaßen:

“Outside of Rapid City, South Dakota, we had a very serious automobile accident when a drunk driving on the wrong side of the road drove her car at 80 miles an hour into a head-on collision with ours. Both my wife and I were seriously injured and the only reason we survived was the fact that we had been regularly taking daily megadoses of ascorbate for decades. We never went into the deep shock that kills most accident victims and I was able to experimentally verify ascorbate's great healing power and survival value by taking about fifty to sixty grams a day of ascorbate during our hospitalization. My wife recovered quickly and acted as my "nurse." I went through five serious operations without any surgical shock and my multiple bone injuries healed so fast that we were able to leave the hospital in less than three months”

„Außerhalb von Rapid City, South Dakota, hatten wir einen sehr schweren Autounfall, als eine Betrunkene, die auf der falschen Straßenseite fuhr, ihr Auto mit einer Geschwindigkeit von 80 Meilen pro Stunde in einen Frontalzusammenstoß mit unserem fuhr. Sowohl meine Frau als auch ich waren schwer verletzt und der einzige Grund, warum wir überlebt haben, war die Tatsache, dass wir seit Jahrzehnten regelmäßig täglich Megadosen von Ascorbinsäure eingenommen hatten. Wir fielen nie in den tiefen Schock, der die meisten Unfallopfer tötet, und ich konnte die große Heilkraft und den Überlebenswert von Ascorbat experimentell überprüfen, indem ich etwa fünfzig bis sechzig Gramm pro Tag während unseres Krankenhausaufenthalts nahm. Meine Frau erholte sich schnell und fungierte als meine "Krankenschwester". Ich hatte fünf schwere Operationen ohne chirurgischen Schock und meine mehrfachen Knochenverletzungen heilten so schnell, dass wir das Krankenhaus in weniger als drei Monaten verlassen konnten.“